# 1846 na literatura

## Eventos
- Friedrich Engels e Karl Marx concluem a redação de A Ideologia Alemã

## Nascimentos
| Data         | Nome                 | Profissão                     | Nacionalidade | Observações | Ref |
| ------------ | -------------------- | ----------------------------- | ------------- | ----------- | --- |
| 1 de Janeiro | Léon Denis           | estudioso e escritor espírita | França        | m. 1927     |     |
| 4 de Abril   | Conde de Lautréamont | poeta                         | França        | m. 1870     |     |

## Mortes
| Data | Nome | Profissão | Nacionalidade | Observações | Ref |
| ---- | ---- | --------- | ------------- | ----------- | --- |